# Sulejowski Park Krajobrazowy
Sulejowski Park Krajobrazowy – park krajobrazowy położony w województwie łódzkim, utworzony w październiku 1994. Powierzchnia parku wynosi 17 026 ha, jego otulina obejmuje 36 411 ha. Park znajduje się w środkowej części doliny Pilicy (od Skotnik i Łęgu Ręczyńskiego na południu po Smardzewice i Swolszewice Małe koło Tomaszowa Mazowieckiego na północy), a w jego skład wchodzi utworzony na tej rzece w latach 70. XX wieku Zalew Sulejowski. Na Równinie Piotrkowskiej obejmuje teren do rejonu granicy Piotrkowa Trybunalskiego.
Sulejowski Park Krajobrazowy leży na terenie gmin: Ręczno, Aleksandrów, Tomaszów Mazowiecki, Sulejów, Wolbórz, Mniszków oraz miasta Piotrkowa Trybunalskiego. Otulina parku leży na terenie miasta Piotrkowa Trybunalskiego, gmin Wolbórz, Sulejów, Ręczno, Łęki Szlacheckie, Rozprza, Mniszków, Przedbórz, Aleksandrów oraz miasta i gminy Tomaszów Mazowiecki.
Należy wraz z Przedborskim Parkiem Krajobrazowym i Spalskim Parkiem Krajobrazowym do zespołu Nadpilicznych Parków Krajobrazowych.

## Akt prawny
Park został utworzony na mocy Rozporządzenia Nr 3/94 Wojewody Piotrkowskiego z dnia 21 lipca 1994 r. – Dziennik Urzędowy Wojewody Piotrkowskiego z dnia 5 sierpnia 1994 roku, Nr 22, poz. 136. Początkowo obejmował obszar 16 707 ha.

## Przyroda i jej ochrona
Prawie 70% powierzchni parku zajmują lasy, 5% stanowią łąki i pastwiska, a 12% wody powierzchniowe (w tym Zalew Sulejowski 11%).
Na terenie parku oraz jego otuliny znajduje się 11 rezerwatów przyrody:
- w parku: Błogie, Gaik, Jaksonek, Las Jabłoniowy, Lubiaszów, Meszcze, Twarda,
- w otulinie: Czarny Ług, Jawora, Niebieskie Źródła w Tomaszowie Mazowieckim, Wielkopole[3].

Chronione są jodły pospolite, świerki, buki, klony i jawory.
Charakter dolinny parku odzwierciedla występowanie muraw nawapiennych, torfów i laków o podłożu piaszczysto-torfowym.

## Turystyka
Przez park przebiega  pieszy Szlak Rekreacyjny Rzeki Pilicy.